# Pelastoneurus maculipennis
Pelastoneurus maculipennis är en tvåvingeart som först beskrevs av Van Duzee 1934.  Pelastoneurus maculipennis ingår i släktet Pelastoneurus och familjen styltflugor.
Artens utbredningsområde är Guyana. Inga underarter finns listade i Catalogue of Life.